# Zhujiagang Xiang
Zhujiagang Xiang (kinesiska: 朱家岗乡, 朱家岗) är en socken i Kina. Den ligger i provinsen Heilongjiang, i den nordöstra delen av landet, omkring 100 kilometer nordost om provinshuvudstaden Harbin.
Genomsnittlig årsnederbörd är 884 millimeter. Den regnigaste månaden är juli, med i genomsnitt 187 mm nederbörd, och den torraste är januari, med 9 mm nederbörd.